# Free Fire World Series Brasil
O Free Fire World Series Brasil (WB) é a competição oficial do jogo eletrônico Free Fire no Brasil para celulares, administrada por sua desenvolvedora, Garena. Em 2024, o campeonato passou por uma reformulação, deixando para trás o seu antigo nome (Liga Brasileira de Free Fire) e formato com divisões (Serie A, B e C).
Após o fim do campeonato, as melhores organizações colocadas ganham vaga para o campeonato internacional do jogo: o Free Fire World Series Global Finals.

## História
O torneio já recebeu dois nomes: Free Fire Pro League Brazil (2019) e Liga Brasileira de Free Fire (2020–2023) que logo se tornou um dos campeonatos de esportes eletrônicos mais assistidos no Brasil, graças a popularização do jogo no país. A LBFF se tornou uma das competições mais importantes do cenário competitivo de Free Fire no Brasil, atraindo equipes de todo o país para disputar pelo título e pela chance de representar o Brasil em competições internacionais.

## Formato
O Free Fire World Series Brasil conta com 18 times convidados e um único split, este dividido em duas fases de grupos. Cada fase tem um sistema de pontuação próprio para os times, os quais são posteriormente integrados em uma única tabela. Após o encerramento da primeira etapa, os três melhores times asseguram suas posições no EWC, um torneio global. Ao término das duas etapas, a tabela consolidada determina os times finalistas, os quais competem na grande final.
Entre as etapas, uma janela de transferência é aberta, permitindo que os times façam ajustes em suas formações. Além disso, antes do início da segunda etapa, os grupos são sorteados novamente.

## Participantes
Veja os detalhes da WB 24
| Grupo A              | Grupo B         | Grupo C     |
| -------------------- | --------------- | ----------- |
| LOUD                 | Tec Toy Cripz   | E1 Esports  |
| Alfa 34              | INTZ            | Magic Squad |
| Jacobina EC E-Sports | Fluxo           | PaiN Gaming |
| Corinthians          | Influence Rage  | iNCO Gaming |
| Flamengo E-sports    | Antisocial Team | LØS         |
| MIBR                 | Miners.gg       | Team Solid  |

Fonte:

## Transmissão
O campeonato é transmitido via internet pelo TikTok, Twitch, YouTube e Kwai. Em 2022, teve transmissão em TV Aberta pela RedeTV! e em TV Fechada, pelo canal Space, sendo que em 2021, foi mostrado pelo canal Loading, poucos meses antes de sua extinção.